# Копылов, Николай Георгиевич
Николай Георгиевич Копылов (26 октября 1919, Новониколаевск — 7 мая 1995, Воронеж) — советский шахматист, мастер спорта СССР (1946), международный мастер ИКЧФ (1969).

## Биография
Участник Великой Отечественной войны.
Чемпион Ленинграда 1954 г.
В составе сборной Ленинграда победитель 3-го командного чемпионата СССР (1953) в Ленинграде.
Шахматный теоретик, автор множества статей по различным вопросам шахматной теории.
В 1935—1937 гг. был учеником П. А. Романовского.
Окончил Ленинградский политехнический институт.
Кандидат технических наук, доцент.
Был женат на шахматистке Е. П. Бигловой (чемпионке Ленинграда 1953 г.).
В 1961 году с семьей переехал в Воронеж, переключился на игру по переписке. В составе сборной СССР участвовал в командных чемпионатах мира (заочных олимпиадах), дважды завоевал золотые медали. За эти успехи ему было присвоено звание международного мастера ИКЧФ. Семь раз выступал за сборную РСФСР в командных чемпионатах СССР (трижды становился чемпионом, дважды завоевывал серебряные медали).
3 декабря 1951 года в 12-м туре 19-го чемпионата СССР Копылов обыграл чемпиона мира М. М. Ботвинника. Эта победа ввела его в члены символического клуба Михаила Чигорина.
Вот что пишут о Копылове в журнале «64»: «... на угадывании ходов [Копылова] гроссмейстеры устраивали тотализатор. Кстати, этот мастер, благодаря своему стилю игры, обыгрывал даже Ботвинника, Петросяна, Кереса, Болеславского — посмотрите партии 19-го чемпионата СССР — не пожалеете!)».
Николай Георгиевич Копылов умер во время партии в блиц-турнире. Анатолий Вострокнутов, воронежский поэт и шахматист, посвятил этому событию стихотворение.
Похоронен в Воронеже.
В Воронеже проходит турнир ветеранов памяти Н. Г. Копылова.

## Спортивные результаты
| Год                       | Город                                                    | Турнир                                                    | + | − | =  | Результат      | Место                                 |
| ------------------------- | -------------------------------------------------------- | --------------------------------------------------------- | - | - | -- | -------------- | ------------------------------------- |
| 1937                      | Ленинград                                                | Учебно-тематический турнир                                |   |   |    |                |                                       |
| 1938                      | Ленинград                                                | Чемпионат Ленинграда                                      |   |   |    | 6½ из 13       | [ 6 ]                                 |
| 1945                      | Ленинград                                                | Чемпионат Ленинграда                                      |   |   |    | 16½ из 22      | 2—4                                   |
| 1947                      | Ленинград                                                | Чемпионат Ленинграда                                      |   |   |    | 9½ из 17       | 5—8                                   |
|                           | Ленинград                                                | Полуфинал 16-го чемпионата СССР                           |   |   |    |                |                                       |
| 1948                      | Ленинград                                                | Чемпионат Ленинграда                                      |   |   |    | 11 из 17       | 2—3                                   |
|                           | Ленинград                                                | Командное первенство СССР (сборная Ленинграда, 7-я доска) | 1 | 2 | 3  | 2½ из 6        | Команда — 2-е место                   |
| 1949                      | Ленинград                                                | Полуфинал 17-го чемпионата СССР                           |   |   |    |                |                                       |
|                           | Москва                                                   | 17-й чемпионат СССР                                       | 5 | 8 | 6  | 8 из 19        | 13—15                                 |
| 1950                      | Ленинград                                                | Полуфинал 18-го чемпионата СССР                           |   |   |    |                |                                       |
|                           | Рига                                                     | Первенство ЦС ДСО «Спартак»                               |   |   |    |                |                                       |
| 1951                      | Ленинград                                                | Полуфинал 19-го чемпионата СССР                           |   |   |    |                |                                       |
|                           | Ленинград                                                | Мемориал М. И. Чигорина                                   | 6 | 4 | 3  | 7½ из 13       | 5—7                                   |
|                           | Тбилиси                                                  | Командное первенство СССР (сборная Ленинграда)            |   |   |    |                |                                       |
|                           | Москва                                                   | 19-й чемпионат СССР                                       | 7 | 7 | 3  | 8½ из 17       | 11                                    |
| 1952                      | Ленинград                                                | Полуфинал 20-го чемпионата СССР                           |   |   |    |                |                                       |
| 1953                      | Ленинград                                                | Чемпионат Ленинграда                                      |   |   |    | 7 из 13        | 5—6                                   |
|                           | Ленинград                                                | Командное первенство СССР (сборная Ленинграда, 6-я доска) |   |   |    |                |                                       |
| 1954                      | Ленинград                                                | Чемпионат Ленинграда Дополнительный матч-турнир           | 3 | 1 | 0  | 9 из 12 3 из 4 | 1—3 1                                 |
|                           | Ростов-на-Дону                                           | Чемпионат РСФСР                                           |   |   |    |                |                                       |
|                           | Ленинград                                                | Полуфинал 22-го чемпионата СССР                           |   |   |    |                |                                       |
| 1958                      | Ленинград                                                | Чемпионат Ленинграда                                      |   |   |    | 10½ из 17      | 3—4                                   |
|                           | Ростов-на-Дону                                           | Полуфинал 26-го чемпионата СССР                           |   |   |    |                |                                       |
| 1960                      | Москва                                                   | Матч Москва — Ленинград (против А. Н. Чистякова)          | 1 | 1 | 0  | 1 из 2         |                                       |
| 1962                      | Ялта                                                     | Первенство ЦС ДСО «Спартак»                               |   |   |    |                |                                       |
| 1963                      | Челябинск                                                | Чемпионат РСФСР                                           | 5 | 4 | 8  | 9 из 17        | 8—11                                  |
| 1966                      | Саратов                                                  | Чемпионат РСФСР                                           | 4 | 2 | 13 | 10½ из 19      | 6—9                                   |
| 1967                      | Ленинград                                                | Спартакиада народов РСФСР (сборная Воронежской области)   |   |   |    |                |                                       |
|                           | Харьков                                                  | 35-й чемпионат СССР                                       |   |   |    | ½ из 5         | ----                                  |
| 1975                      | Новороссийск                                             | Командное первенство вузов СССР                           |   |   |    |                |                                       |
| 1981                      | Ереван                                                   | Турнир советских шахматистов                              | 5 | 5 | 3  | 6½ из 13       | 7—8                                   |
| СОРЕВНОВАНИЯ ПО ПЕРЕПИСКЕ |                                                          |                                                           |   |   |    |                |                                       |
| 1966—1968                 | 1-е командное первенство СССР (сборная РСФСР, 1-я доска) | 1-е командное первенство СССР (сборная РСФСР, 1-я доска)  |   |   |    | 7 из 10        | Команда — чемпион, 2-е место на доске |
| 1967—1968                 | Командный чемпионат Европы (сборная СССР, 3-я доска)     | Командный чемпионат Европы (сборная СССР, 3-я доска)      |   |   |    | 5½ из 8        | Команда — чемпион                     |
| 1968—1970                 | 2-е командное первенство СССР (сборная РСФСР, 1-я доска) | 2-е командное первенство СССР (сборная РСФСР, 1-я доска)  |   |   |    | 5½ из 11       | Команда — чемпион                     |
| 1968—1972                 | 6-й командный чемпионат мира (сборная СССР)              | 6-й командный чемпионат мира (сборная СССР)               |   |   |    | 6 из 8         | Команда — чемпион                     |
| 1970—1973                 | 3-е командное первенство СССР (сборная РСФСР, 2-я доска) | 3-е командное первенство СССР (сборная РСФСР, 2-я доска)  |   |   |    | 5 из 12        | Команда — чемпион                     |
| 1972—1976                 | 7-й командный чемпионат мира (сборная СССР)              | 7-й командный чемпионат мира (сборная СССР)               |   |   |    | 5½ из 9        | Команда — чемпион                     |
| 1975—1977                 | 12-й чемпионат СССР                                      | 12-й чемпионат СССР                                       |   |   |    |                | [ 18 ]                                |
| 1975—1978                 | 5-е командное первенство СССР (сборная РСФСР, 2-я доска) | 5-е командное первенство СССР (сборная РСФСР, 2-я доска)  |   |   |    |                | Команда — 2-е место                   |
| 1982—1984                 | 7-е командное первенство СССР (сборная РСФСР, 1-я доска) | 7-е командное первенство СССР (сборная РСФСР, 1-я доска)  |   |   |    | 10 из 16       | Команда — 2-е место                   |

## Награды
- орден Отечественной войны II степени (1985[19])
- другие награды

## Сочинения
- Защита Каро — Канн, в сб.: Шахматы за 1950 год, Москва, 1952.